# Éver Alvarado
Éver Gonzalo Alvarado Sandoval (ur. 30 stycznia 1992 w El Negrito) – honduraski piłkarz występujący na pozycji środkowego obrońcy, zawodnik Municipalu Limeño. Reprezentant Hondurasu.

## Życiorys

### Kariera klubowa
Grę w piłkę nożną rozpoczął jako junior w CD Atlético Junior. Następnie grał w młodzieżowej drużynie CD Olimpia. 
W 2011 związał się umową z honduraskim klubem Real CD España z Liga Nacional de Fútbol Profesional de Honduras. W dniu 21 listopada 2012 przeszedł do historii, zdobywając 17 000 gola w historii Liga Nacional de Fútbol Profesional de Honduras. 8 lipca 2013 doznał urazu więzadła krzyżowego, które spowodowało, że opuścił boisko na 8 miesięcy. 21 lipca 2014 podpisuje kontrakt z CD Olimpia. 24 czerwca 2016 przeszedł do amerykańskiej drużyny Sporting Kansas City z Major League Soccer, skąd w 2016 wypożyczony był do Sporting Kansas City II z USL Championship. W 2017 powrócił do CD Olimpia.

### Kariera reprezentacyjna
Był reprezentantem Hondurasu w kategoriach: U-17, U-20 i U-23.
W seniorskiej reprezentacji Hondurasu zadebiutował 14 października 2015 na stadionie Estadio Olímpico Metropolitano (San Pedro Sula, Honduras) w zremisowanym 1:1 meczu towarzyskim przeciwko reprezentacji Południowej Afryki. 

## Sukcesy

### Klubowe
Real CD España
- Zwycięzca w Liga Nacional de Fútbol Profesional de Honduras: 2013

CD Olimpia
- Zdobywca Pucharu Hondurasu: 2015
- Zwycięzca w Liga Nacional de Fútbol Profesional de Honduras: 2015, 2016, 2019
- Zwycięzca Ligi CONCACAF: 2017

### Reprezentacyjne
Honduras
- Zdobywca Copa Centroamericana: 2017